# 帝榆罔
帝榆罔（？—？），根据《帝王世纪》他是上古时代神农氏最后一位炎帝。《史记》中记载的炎帝被蚩尤所败，联合黄帝轩辕氏组成炎黄联盟。进行涿鹿之战打败蚩尤，然后进行阪泉之战又被黄帝打败。都是榆罔所为，而不是尝百草的石年。因此，炎帝榆罔与黄帝、蚩尤合称为“中华三祖”。